# LaPorte megye
LaPorte megye az Amerikai Egyesült Államokban, azon belül Indiana államban található. Megyeszékhelye La Porte, legnagyobb városa Michigan City. Lakosainak száma 112 417 fő (2020. április 1.).

## Szomszédos megyék
- Berrien megye
- Saint Joseph megye
- Porter megye
- Starke megye
- Jasper megye

## Népesség
A megye népességének változása:
| Lakosok száma | 111 404 | 111 205 | 111 197 | 111 281 | 110 884 | 112 417 |
|               | 2010    | 2011    | 2012    | 2013    | 2015    | 2020    |